# Roza Sarkisian
Roza Sarkisian (ur. 20 stycznia 1987 w Stepanakert, Górski Karabach) – ukraińska reżyserka teatralna pochodząca z Charkowa.

## Życiorys
Absolwentka Wydziału Reżyserii Charkowskiego Państwowego Uniwersytetu Sztuki im. I.P. Kotlarewskiego (2012) i socjologii politycznej na Państwowym Uniwersytecie im. W.N. Karazina w Charkowie (2009).
Inicjatorka, dyrektorka artystyczna i reżyserka charkowskiego Teatru De Facto (2012–2017), z którym reżyserowała m.in. spektakl „Ja, mein Führer” wg Brigitte Schweiger, performans „WO(J)NA”, spektakl post-dokumentalny „Muzeum pokoju. Muzeum wojny”. Jej przedstawienia pokazywane były m.in. na festiwalach: GogolFest w Kijowie 2014 i 2016, Urban Exploration Lviv Fest 2014, GogolFest Start UP w Mariupolu 2017, Desant.UA 2017 w Warszawie, ParadeFest 2018 w Charkowie.
W latach 2017–2019 główna reżyserka (odpowiedzialna za kształt artystyczny teatru) w Pierwszym Teatrze (Pierwszym Akademickim Ukraińskim Teatrze dla Dzieci i Młodzieży) we Lwowie. Od stycznia 2020–2021 – etatowa reżyserka Narodowego Akademickiego Teatru Dramatyczno-Muzycznego w Iwano-Frankiwsku.
Jej produkcje, poruszające tematy pamięci i tożsamości, politycznych manipulacji, nienormatywności i opresji społecznej, uznawane są przełomowe dla nowego ukraińskiego teatru. 
Laureatka stypendium Gaude Polonia Ministra Kultury i Dziedzictwa Narodowego RP w 2017 roku i konkursu British Council Ukraine Taking the Stage 2017.
Finalistka konkursu British Council Ukraine „Taking the Stage 2017” – w ramach tego projektu zrealizowała głośny spektakl „Psychosis 4.48” wg Sarah Kane. Laureatka stypendium Gaude Polonia Ministra Kultury i Dziedzictwa Narodowego RP w 2017 roku. Zdobywczyni nagrody „Osobowość roku 2018 miasta Lwowa” w kategorii teatr. Stypendystka Ministra Kultury Ukrainy w 2019 roku. 
Współpracuje z polską dramaturżką Joanną Wichowską, z którą zrealizowała m.in. ukraińsko-polską koprodukcję „Mój dziad kopał. Mój ojciec kopał. A ja nie będę” (współreżyserka: Agnieszka Błońska, współdramaturg Dima Lewitski), „Piękne, piękne, piękne czasy” na motywach powieści Elfriede Jelinek „Wykluczeni” w Pierwszym Teatrze we Lwowie, „DEMO. Praktyczny przewodnik dla początkujących” (współdramatużka Liuba Ilnytska), "H-effect", „Radio Mariia” w Teatrze Powszechnym w Warszawie (współdramatużka Krysia Bednarek).

## Realizacje teatralne
- „Tak, mój Führerze” wg Brigitte Schweiger, Teatr DeFacto (2014)

- „Czasu nie ma. Za szybą”, site-specific theatre, wg Wołodymyr Śniegurczenko, Międzynarodowe Biennale Sztuki Współczesnej Non Stop Media 2014, Teatr DeFacto, Charków  (2014)
- „WO(J)NA”, projekt-badanie „WAR. SHE”, Teatr DeFacto (2014)
- „Zabić kobietę”, badanie performatywne, festiwal GENDER/HORYZONTAL, projekt kuratorski Mariny Konevej „Dismorphophobia”, Stary Cyrk, Galeria Miejska, Charków (2015)
- „Muzeum Pokoju. Muzeum Wojny”, spektakl dokumentalny, wg D. i J. Gumenny, Teatr DeFacto  (2015)

- „Mój dziad kopał. Mój ojciec kopał. A ja nie będę”, współreżyserka: Agnieszka Błońska, ukraińsko-polska koprodukcja (2016)[12][13]
- „Psychosis 4.48”, na motywach dramatu Sarah Kane oraz wierszy Anne Sexton i Sylvii Plath, Kijowski Akademicki Teatr „Aktor” (2018)[4][14][15][16][17][18][19]
- „Piękne, piękne, piękne czasy” wg Elfriede Jelinek,  Pierwszy Teatr we Lwowie (2018)[20][16][19]
- „Movchanka. Miasto, w którym nie chcę żyć”, gra performatywna z udziałem publiczności, koprodukcja z Centrum Edukacji Praw Człowieka we Lwowie (2019)
- „Macbeth” wg William Shakespeare, Lwowski Teatr Akademicki im. Łesi Ukrainki (2020)
- „H-Effect”, produkcja niezależna zrealizowana we współpracy z Internationale Heiner Müller Gesellschaft w Berlinie (2021)[21][22][23]
- „DEMO. Praktyczny przewodnik dla początkujących”, Jam Factory Art Center (2021)[24]
- „Plac Wolności”, instalacja performatywna, Bliscy Nieznajomi: Wschód и Teatr Polski w Poznaniu od 1875 (2021)[21][17][25]
- „Radio Mariia”, Teatr Powszechny w Warszawie (2022)[26][27][28][29][30][31][32][33][34][35][36][37][38][39][40][41]
- "Fucking Truffaut", Bliadski Circus Queelective, Fundacja Reszka, koprodukcja Maxim Gorki Theater w Berlinie, Teatr Dramatyczny w Warszawie (2023)[42][43][44]
- "Karabakh Memory", Maxim Gorki Theater  (2025)[45][46][47][48]